# Valkyrie Profile 2 Silmeria
Valkyrie Profile 2 Silmeria (ヴァルキリープロファイル2 シルメリア) là trò chơi điện tử thể loại nhập vai do tri-Ace phát triển và Square Enix phát hành cho hệ PlayStation 2. Trò chơi đã phát hành ngày 22 tháng 6 năm 2006 tại Nhật Bản sau đó bắt đầu phát hành ra thị trường quốc tế từ ngày 06 tháng 9 năm 2007.
Phiên bản này lấy bối cảnh trước khi diễn ra các sự kiện trong phiên bản đầu, cốt truyện xoay quanh công chúa Alicia người bị đuổi khỏi lâu đài vì phát hiện thấy linh hồn của một Valkyrie là Silmeria tồn tại trong cô còn Silmeria sau khi bất phục tùng Odin trở về Valhalla đã ở lại để bảo vệ cho Alicia. Cả hai linh hồn cùng tồn tại trong một thân xác đã thực hiện chuyến hành trình dài trở lại lâu đài để cảnh báo về một cuộc chiến giữa con người với thần linh nhưng lại thấy là đằng sau nó còn có những kế hoạch khác. Ngoài 9 nhân vật chính xuất hiện và ra đi trong cuộc hành trình thì Silmeria có khả năng triệu hồi linh hồn của những chiến binh anh dũng gọi là einherjar thông qua các vũ khí của họ nằm lại trên chiến trường sau khi chết để chiến đấu cùng nhóm. Mặc dù có 40 Einherjar nhưng người chơi chỉ có thể triệu hồi khoảng 20 trong một lần chơi. Khi các einherjar này đạt đến một cấp độ nhất định người chơi có thể chọn trả tự do cho họ để trở lại cuộc sống và nhận được những vật dụng khác nhau. Cách chiến đấu của trò chơi cũng khá chú ý vào phần chiến thuật khi cần để ý đến vị trí của mình so với đối phương vì để nhặt được những món đồ khác nhau người chơi sẽ phải tấn công vào những phần cơ thể khác nhau của đối phương và phá vỡ chúng cũng như việc tấn công vào các phần đó sẽ làm đối phương yếu đi hay mạnh lên. Việc luyện những kỹ năng đặc biệt sẽ chỉ có thể thực hiện khi thu được những món đồ có các rune và trang bị chúng lên người một cách phù hợp.
Theo Media Create thì trò chơi đã giành vị trí trò chơi bán chạy nhất trong tuần khi phát hành tại Nhật Bản và nhận được đánh giá tích cực từ các trang chuyên về trò chơi điện tử.

## Sơ lược

### Cốt truyện
Cốt truyện của trò chơi hoàn toàn độc lập và không liên quan trực tiếp đến Valkyrie Profile bản đầu. Valkyrie Profile 2: Silmeria xoay quanh sự việc diễn ra hàng trăm năm trước trò chơi đầu tiên. Trò chơi kể về hai nhân vật là Silmeria và Alicia cùng sống trong một cơ thể. Silmeria là một trong những người hầu có nhiệm vụ thu thập linh hồn của những chiến binh dũng cảm và giao chúng cho Valhalla. Sau khi cô không vâng lời Odin, ông đã tái sinh cô trong cơ thể của Alicia, Công chúa xứ Dipan.
Silmeria được cho là vẫn bị mắc kẹt, nhưng cô đã thức tỉnh trong cơ thể của Công chúa, điều này khiến nhiều người nghĩ rằng Alicia bị mất trí hoặc bị ma nhập. Đức vua Barbarossa đuổi cô ra khỏi hoàng cung và tuyên bố cô đã chết, nhưng người dân không hề hay biết là ông đã lưu đày cô đến sống trong một cung điện nhỏ bên ngoài thành phố Crell Monferaigne. Trong đoạn mở đầu trước khi vào trò chơi, Odin cử valkyrie Hrist xuống để bắt linh hồn của Silmeria trở lại Valhalla. Thoát khỏi Hrist, Alicia/Silmeria chạy trốn vào vùng hoang dã, họ cố gắng trốn khỏi bị bắt và ngăn chặn một thảm họa có thể châm ngòi cho cuộc chiến giữa các vị thần và Midgard.

## Truyền thông

### Sách hướng dẫn
Shūeisha đã phát hành một quyển sách hướng dẫn tựa Valkyrie Profile 2 Silmeria ~AWAKENING of VALKYRIE~ (ヴァルキリープロファイル2 -シルメリア- 〜AWAKENING of VALKYRIE〜) ngày 27 tháng 6 năm 2006.
Media Works đã phát hành một quyển khác có tựa Valkyrie Profile 2 Silmeria The Master Guide (ヴァルキリープロファイル2 -シルメリア- ザ・マスターガイド) ngày 14 tháng 7 năm 2006.
Square Enix cũng phát hành một quyển có tựa Valkyrie Profile 2 Silmeria Kōshiki Complete Guide (ヴァルキリープロファイル2 -シルメリア- 公式コンプリートガイド) ngày 03 tháng 8 năm 2006.
Quyển cuối cùng có tựa Valkyrie Profile 2 Silmeria Final Guide (ヴァルキリープロファイル2 -シルメリア- ファイナルガイド) do Enterbrain phát hành vào ngày 03 tháng 8 năm 2006.

### Manga
Một chuyển thể manga có cùng tên với tác phẩm do Hayashi Fumino thực hiện đã đăng trên tạp chí GanGan Powered của Square Enix từ ngày 22 tháng 6 năm 2006 đến ngày 21 tháng 2 năm 2009. Các chương sau đó đã được tập hợp lại và phát hành thành 4 tankōbon.
Square Enix cũng phát hành hai tuyển tập manga do nhiều tác giả khác nhau thực hiện thông qua nhà xuất bản Gangan Comics của mình với tựa Valkyrie Profile 2 Silmeria Comic Anthology - EX (ヴァルキリープロファイル2コミックアンソロジーEX) vào ngày 22 tháng 9 năm và 21 tháng 10 năm 2006.

### Tiểu thuyết
Square Enix đã phát hành chuyển thể tiểu thuyết của tác phẩm do Umemura Takashi thực hiện thành hai tập vào ngày 25 tháng 8 và 27 tháng 10 năm 2006.

### Âm nhạc
Âm nhạc trong trò chơi được biên soạn bởi Sakuraba Motoi người từng soạn nhạc cho Star Ocean. Hai album chứa các bản nhạc này đã phát hành vào ngày 12 và 26 tháng 7 năm 2006. Một album khác chứa các bản nhạc được chọn để thể hiện theo phong cách khác như hòa tấu và roc đã phát hành vào ngày 09 tháng 8 năm 2006. Album thể hiện các bản nhạc kết hợp với giọng của các nhân vật đã phát hành vào ngày 23 tháng 8 năm 2006.
| Valkyrie Profile 2 -Silmeria- Original Soundtrack Vol.1 Alicia Side (ヴァルキリープロファイル2 -シルメリア- オリジナルサウンドトラック Vol.1 アリーシャサイド) | Valkyrie Profile 2 -Silmeria- Original Soundtrack Vol.1 Alicia Side (ヴァルキリープロファイル2 -シルメリア- オリジナルサウンドトラック Vol.1 アリーシャサイド) | Valkyrie Profile 2 -Silmeria- Original Soundtrack Vol.1 Alicia Side (ヴァルキリープロファイル2 -シルメリア- オリジナルサウンドトラック Vol.1 アリーシャサイド) |
| STT | Nhan đề | Thời lượng |
| --- | --- | --- |
| 1. | "Overture to the Destiny" | 1:20 |
| 2. | "Nagaraetaru Chi e (永らえたる地へ)" | 2:49 |
| 3. | "Shushasaseru Kensou (取捨される喧噪)" | 2:19 |
| 4. | "Alms for The Small One" | 3:31 |
| 5. | "Divine View" | 3:18 |
| 6. | "Sank Memories" | 3:48 |
| 7. | "A Motion of Finishing Blow" | 3:00 |
| 8. | "Bore The Fatal Hour" | 0:42 |
| 9. | "Sank Memories, More Deep" | 3:22 |
| 10. | "Yasuragi to Danzetsu (安らぎとの断絶)" | 3:09 |
| 11. | "Munenmusou no Hani (無念無想の叛意)" | 4:00 |
| 12. | "Ooi naru Yoki Kago no Shita de (大いなる良き加護の下で)" | 3:56 |
| 13. | "Kashisaseru beki Hikari (下賜されるべき光)" | 0:09 |
| 14. | "Yami to Kataru Kage (闇と語る影)" | 3:26 |
| 15. | "Tatoerarenu Shinyuu (喩えられぬ軫憂)" | 3:33 |
| 16. | "Annei to Usubi (安寧と薄日)" | 3:31 |
| 17. | "Purse The Awful Mystery" | 3:22 |
| 18. | "Never Surrender" | 3:05 |
| 19. | "Blossom Out for You" | 3:06 |
| 20. | "Ikuseisou mo no Mokusou (幾星霜もの黙想)" | 3:06 |
| 21. | "A Huge Eliminator" | 3:49 |
| 22. | "Rurou (流浪)" | 3:50 |
| 23. | "Raid The Mighty Force" | 3:35 |
| 24. | "Omoi ni Sasaerareshi Gensei (想いに支えられし現世)" | 3:34 |
| 25. | "Indivisible History" | 3:32 |
| 26. | "Disturb The Doubtful Sleep" | 4:08 |
| 27. | "Shinkousuru Fushin (侵攻する不審)" | 3:57 |
| 28. | "Soumei yue no Nageki (聡明故の嘆き)" | 3:34 |
| 29. | "Rinen no Fuki (理念の不帰)" | 2:46 |
| 30. | "Junk Modulation" | 3:33 |
| 31. | "Ayamachi wo Umu Ayamachi (過ちを生む過ち)" | 3:51 |
| 32. | "Kakusei no Yurameki (隔世のゆらめき)" | 3:29 |
| 33. | "Sei wo Nozomu Shi to, Shi wo Nozomu Sei (生を望む死と、死を望む生)"                                                                                           | 2:28 |
| 34. | "Celestial Troupe" | 3:12 |
| 35. | "Hitsuzen e to Kawaru Guuzen (必然へと変わる偶然)" | 2:24 |
| 36. | "The Infinite Abyss" | 1:20 |
| 37. | "Endless High-Speed Running" | 5:25 |
| Tổng thời lượng: | Tổng thời lượng: | 1:56:59 |

| Valkyrie Profile 2 -Silmeria- Original Soundtrack Vol.2 Silmeria Side (ヴァルキリープロファイル2 -シルメリア- オリジナルサウンドトラック Vol.2 シルメリアサイド) | Valkyrie Profile 2 -Silmeria- Original Soundtrack Vol.2 Silmeria Side (ヴァルキリープロファイル2 -シルメリア- オリジナルサウンドトラック Vol.2 シルメリアサイド) | Valkyrie Profile 2 -Silmeria- Original Soundtrack Vol.2 Silmeria Side (ヴァルキリープロファイル2 -シルメリア- オリジナルサウンドトラック Vol.2 シルメリアサイド) |
| STT | Nhan đề | Thời lượng |
| --- | --- | --- |
| 1. | "Yugamishi Ingaritsu no Taidou (歪みし因果律の胎動)" | 3:44 |
| 2. | "A Stable Float" | 3:50 |
| 3. | "Tajuuka Suru Haihan (多重化する背反)" | 3:14 |
| 4. | "Rinsetsu Suru Mugenen (隣接する無限遠)" | 2:46 |
| 5. | "Kamoku Naru Kyoui (禍黙なる驚異)" | 3:28 |
| 6. | "Meisou Suru Shin (迷走する信)" | 3:07 |
| 7. | "Senpakusha no Moushin (浅薄者の盲進)" | 3:29 |
| 8. | "Muchuu kara no Kakutoku (霧中からの獲得)" | 3:42 |
| 9. | "Jaki to Jihi no Nai Butou (邪気と慈悲の無い舞踏)" | 3:25 |
| 10. | "Subete wo Nomikomu Tsuioku (全てを呑み込む追憶)" | 3:47 |
| 11. | "Furimuku wa Gukou (振り向くは愚行)" | 2:23 |
| 12. | "Souzou no Kuri Ito (創造の繰り糸)" | 3:22 |
| 13. | "Terrible Assault" | 1:53 |
| 14. | "Fukaki Kuon no Yuragi (深き久遠の揺らぎ)" | 3:24 |
| 15. | "No Knowledge of Wisdom" | 3:14 |
| 16. | "The Enlarged Soul" | 3:15 |
| 17. | "Gushed Gloom" | 2:42 |
| 18. | "How Wicked Ruler" | 4:26 |
| 19. | "Start Up from Prolonged Darkness" | 3:28 |
| 20. | "Shinen yori Kitaru Kyokuten (深淵より来たる極点)" | 3:32 |
| 21. | "Madoromi no Naka ni Aru Kakushin (微睡みの中にある確信)" | 2:32 |
| 22. | "The Pile of Griefs" | 4:08 |
| 23. | "Kakusan kara Kinou e (拡散から帰納へ)" | 2:38 |
| 24. | "An Upsetting Emotion" | 3:08 |
| 25. | "Meiun no Shuutanba (命運の愁嘆場)" | 3:08 |
| 26. | "Wakai (嫩)" | 4:09 |
| 27. | "Sono Te ni Hikari wo Eru Tame ni (その手に光を得るために)" | 3:18 |
| 28. | "Ascend into The True Faith" | 4:04 |
| 29. | "Unrestrained Struggle" | 3:49 |
| 30. | "Kiketsu e no Shigi (帰結への仕儀)" | 3:28 |
| 31. | "Each Lullaby" | 6:01 |
| 32. | "Unimaginable Fortune" | 2:53 |
| 33. | "A Thoughtful Strategy" | 3:05 |
| 34. | "Toki ga Motarasu Kaiki (時がもたらす壊己)" | 3:32 |
| 35. | "An Improvisation with "Confidence in the domination"" | 4:05 |
| Tổng thời lượng: | Tổng thời lượng: | 2:00:09 |

| Valkyrie Profile 2 -Silmeria- Arrange Album (ヴァルキリープロファイル2 -シルメリア- アレンジアルバム) | Valkyrie Profile 2 -Silmeria- Arrange Album (ヴァルキリープロファイル2 -シルメリア- アレンジアルバム)                                     | Valkyrie Profile 2 -Silmeria- Arrange Album (ヴァルキリープロファイル2 -シルメリア- アレンジアルバム) |
| STT                                                                                                   | Nhan đề | Thời lượng                                                                                            |
| --- | --- | --- |
| 1. | "Yugamishi Ingaritsu no Taidou (歪みし因果律の胎動)"                                                                                      | 5:30                                                                                                  |
| 2. | "Celestial Troupe" | 5:22                                                                                                  |
| 3. | "Junk Modulation + Ayamachi wo Umu Ayamachi (Junk Modulation + 過ちを生む過ち)"                                                           | 7:45                                                                                                  |
| 4. | "A Motion of Finishing Blow" | 5:22                                                                                                  |
| 5. | "Jaki to Jihi no Nai Butou (邪気と慈悲の無い舞踏)"                                                                                        | 5:08                                                                                                  |
| 6. | "A Stable Float" | 4:13                                                                                                  |
| 7. | "Sono Te ni Hikari wo Eru Tame ni (その手に光を得るために)"                                                                               | 5:00                                                                                                  |
| 8. | "Unrestrained Struggle" | 6:05                                                                                                  |
| 9. | "Endless High-Speed Running" | 5:28                                                                                                  |
| 10.                                                                                                   | "Kiketsu e no Shigi ~ Nagaraetaru Chi e ~ Tajuukasuru Haihan ~ Each Lullaby (帰結への仕儀～永らえたる地へ～多重化する背反～Each Lullaby)" | 6:38                                                                                                  |
| Tổng thời lượng:                                                                                      | Tổng thời lượng: | 56:31                                                                                                 |

| Valkyrie Profile 2 -Silmeria- Voice Mix Album (ヴァルキリープロファイル2 -シルメリア- ボイスミックスアルバム) | Valkyrie Profile 2 -Silmeria- Voice Mix Album (ヴァルキリープロファイル2 -シルメリア- ボイスミックスアルバム) | Valkyrie Profile 2 -Silmeria- Voice Mix Album (ヴァルキリープロファイル2 -シルメリア- ボイスミックスアルバム) |
| STT | Nhan đề | Thời lượng |
| --- | --- | --- |
| 1. | "Overture to the Destiny"                                                                                     | 1:22 |
| 2. | "Furimoku wa Gukou ~ A Thoughtful Strategy (振り向くは愚行 ～A Thoughtful Strategy)"                          | 6:04 |
| 3. | "Disturb The Doubtful Sleep"                                                                                  | 5:32 |
| 4. | "The Infinite Abyss ~ Meisousuru Shin (The Infinite Abyss ～迷走する信)"                                      | 4:54 |
| 5. | "Never Surrender ~ Kakusei no Yurameki (Never Surrender ～隔世のゆらめき)"                                    | 5:57 |
| 6. | "Unrestrained Struggle"                                                                                       | 5:32 |
| 7. | "An Upsetting Emotion"                                                                                        | 4:50 |
| 8. | "Start Up from Prolonged Darkness"                                                                            | 5:51 |
| 9. | "Divine View ～No Knowledge of Wisdom"                                                                        | 6:49 |
| 10. | "How Wicked Ruler"                                                                                            | 5:49 |
| 11. | "Ascend into The True Faith"                                                                                  | 5:18 |
| Tổng thời lượng:                                                                                              | Tổng thời lượng:                                                                                              | 57:58 |

## Đón nhận
Trò chơi đã nhận được các đánh giá tích cực từ các trang mạng như tại Game Rankings đã đánh giá là 85% và 83/100 tại Metacritic. Famitsu đã cho trò chơi 35/40 điểm. GameSpot đánh giá trò chơi 8/10 với nhận xét "Trò chơi rất rất khác biệt và mới mẻ, một trong những ví dụ của trò chơi nhập vai Nhật Bản dầy thử thách" và "trông rất tuyệt" với một hệ thống chiến đấu "thú vị và đầy hưng phấn". Trò chơi được đánh giá cao về mặt "chiều sâu và sự đa dạng" nhưng nó cũng làm cho hệ thống kỹ năng và vật dụng trở nên rối rắm cùng với độ khó cao "Gây cản trở nhịp độ của cốt truyện".
IGN đã cho trò chơi danh hiệu "Trò chơi hay nhất mà chưa ai chơi" năm 2006.

Theo Media Create thì trò chơi đã giành vị trí trò chơi bán chạy nhất trong tuần khi phát hành tại Nhật Bản.